# Problem ravnosti
Problem ravnosti (takođe poznat kao problem starosti) je kosmološki problem finog podešavanja u okviru modela Velikog praska univerzuma. Takvi problemi proizilaze iz zapažanja da su neki od početnih uslova univerzuma fino podešeni na veoma 'posebne' vrednosti i da bi mala odstupanja od ovih vrednosti imala ekstremne efekte na izgled univerzuma u sadašnjem vremenu.
U slučaju problema ravnosti, parametar koji izgleda fino podešen je gustina materije i energije u univerzumu. Ova vrednost utiče na zakrivljenost prostor-vremena, sa veoma specifičnom kritičnom vrednošću koja je potrebna za ravan univerzum. Primećeno je da je trenutna gustina univerzuma veoma blizu ovoj kritičnoj vrednosti. Pošto bi se svako odstupanje ukupne gustine od kritične vrednosti brzo povećalo tokom kosmičkog vremena, rani univerzum je morao imati gustinu još bliže kritičnoj gustini, odstupajući od nje za jedan deo u 1062 ili manje. Ovo navodi kosmologe da se zapitaju kako je početna gustina bila tako fino podešena na ovu 'posebnu' vrednost.
Problem je prvi pomenuo Robert Dik 1969. godine.‍:62,‍:61 Najčešće prihvaćeno rešenje među kosmolozima je kosmička inflacija, ideja da je univerzum prošao kroz kratak period izuzetno brzog širenja u prvom delu sekunde posle Velikog praska; zajedno sa problemom monopola i problemom horizonta, problem ravnosti je jedna od tri primarne motivacije za teoriju inflacije.